# Kamenná Hora
Kamenná Hora (německy Kamenahora) je vesnice, část obce Nečtiny v severozápadní části okresu Plzeň-sever v Plzeňském kraji. Katastrální území Kamenná Hora měří 526,24 hektarů.

## Historie
První písemná zmínka o vesnici pochází z roku 1186.

## Přírodní poměry
Kamenná Hora leží ve svahu klesajícím od kóty U věže (679 m) k severovýchodu v nadmořské výšce okolo 620 m. Vesnice leží 8 km západně od Manětína a 3,5 km severozápadozápadně od Nečtin, přístupná je jen po odbočce od silnice II/193. Na severu sousedí Kamenná Hora s vesnicí Potok, na východě s Doubravicí, na jjv. s Nečtinami, na jihovýchodě s Leopoldovem, na jihozápadě s Čestěnínem a Chudečí a na severozápadě s Krašovem. V Kamenohorském lese, který se rozkládá jižně od vsi, je památný strom Kamenohorský buk.

## Obyvatelstvo
Při sčítání lidu v roce 1921 zde žilo 139 obyvatel (z toho 64 mužů) německé národnosti a římskokatolického vyznání. Podle sčítání lidu z roku 1930 měla vesnice 122 obyvatel se stejnou národnostní a náboženskou strukturou.
| Rok            | 1869 | 1880 | 1890 | 1900 | 1910 | 1921 | 1930 | 1950 | 1961 | 1970 | 1980 | 1991 | 2001 | 2011 | 2021 |
| -------------- | ---- | ---- | ---- | ---- | ---- | ---- | ---- | ---- | ---- | ---- | ---- | ---- | ---- | ---- | ---- |
| Počet obyvatel | 111  | 138  | 132  | 129  | 122  | 139  | 122  | 33   | 46   | 37   | 15   | 6    | 6    | 3    | 3    |
| Počet domů     | 20   | 21   | 21   | 21   | 21   | 21   | 22   | 20   | 20   | 10   | 6    | 15   | 15   | 16   | 15   |

## Obecní správa
Při sčítání lidu v letech 1869–1910 Kamenná Hora byla osadou obce Krašov v okrese Kralovice. V letech 1921–1950 byla samostatnou obcí, se kterým patřila nejprve do okresu Kralovice, ale v roce 1950 v okrese Plasy. Od roku 1960 je částí obce Nečtiny v okrese Plzeň-sever.

## Galerie

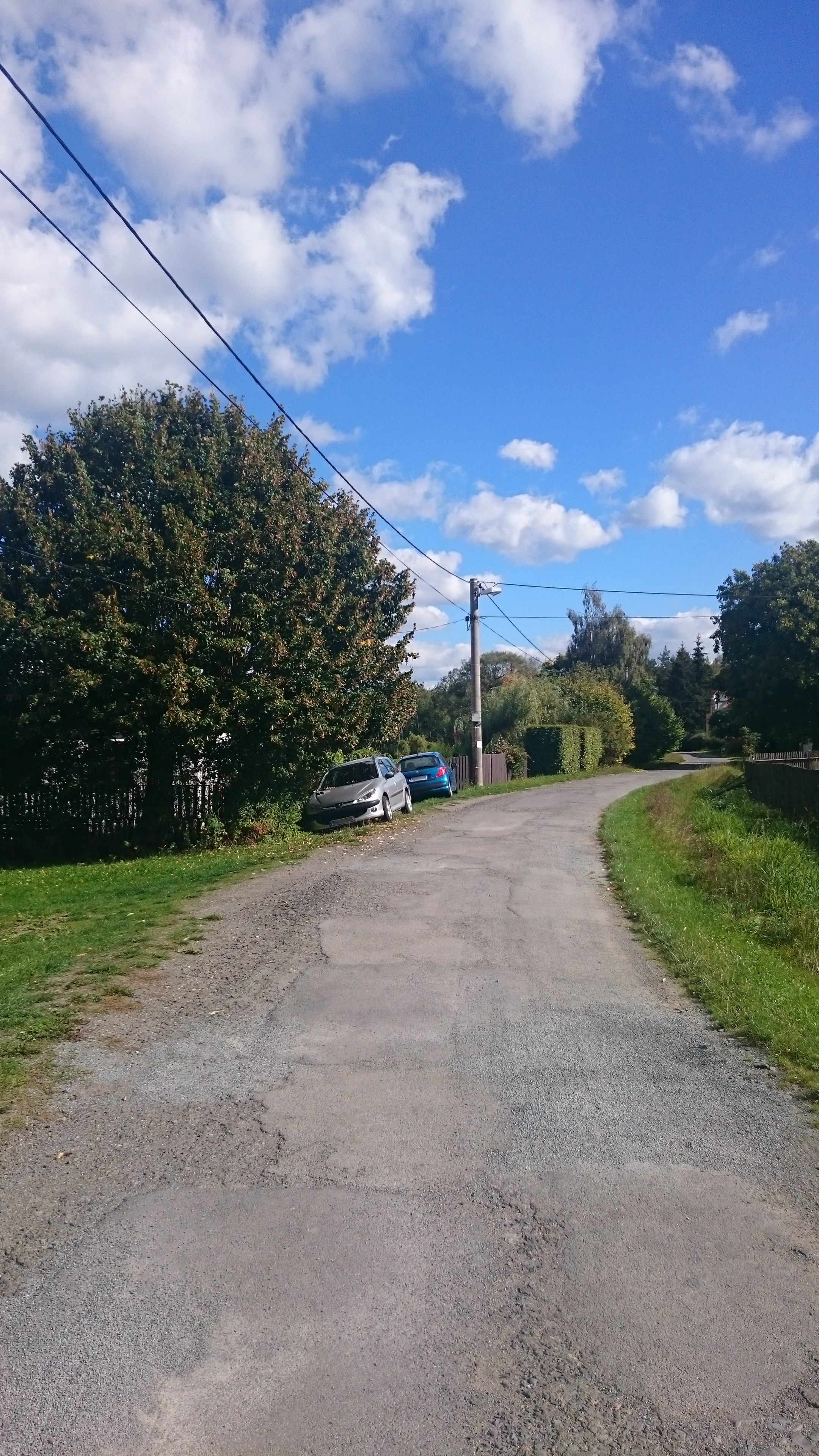
Silnice
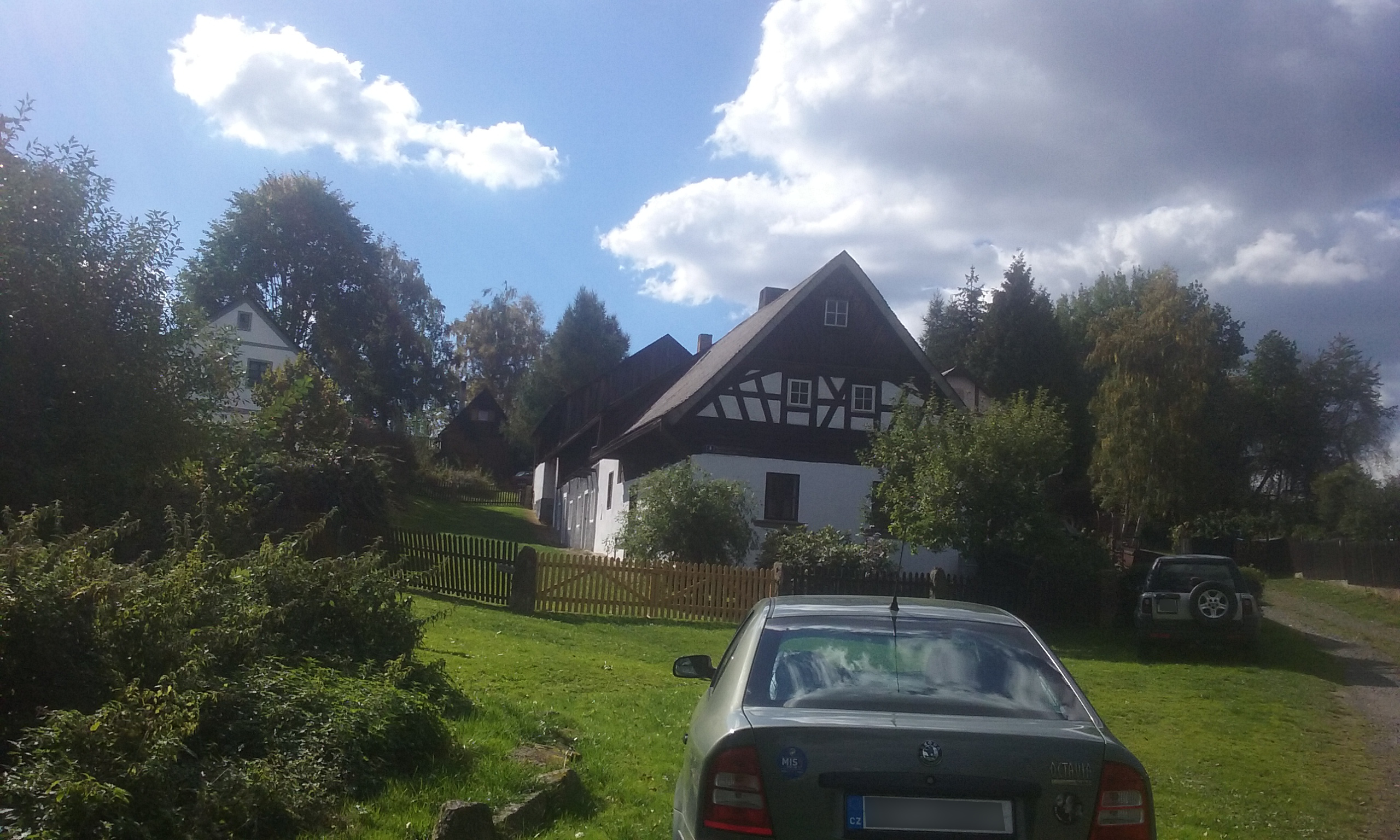
Chalupa
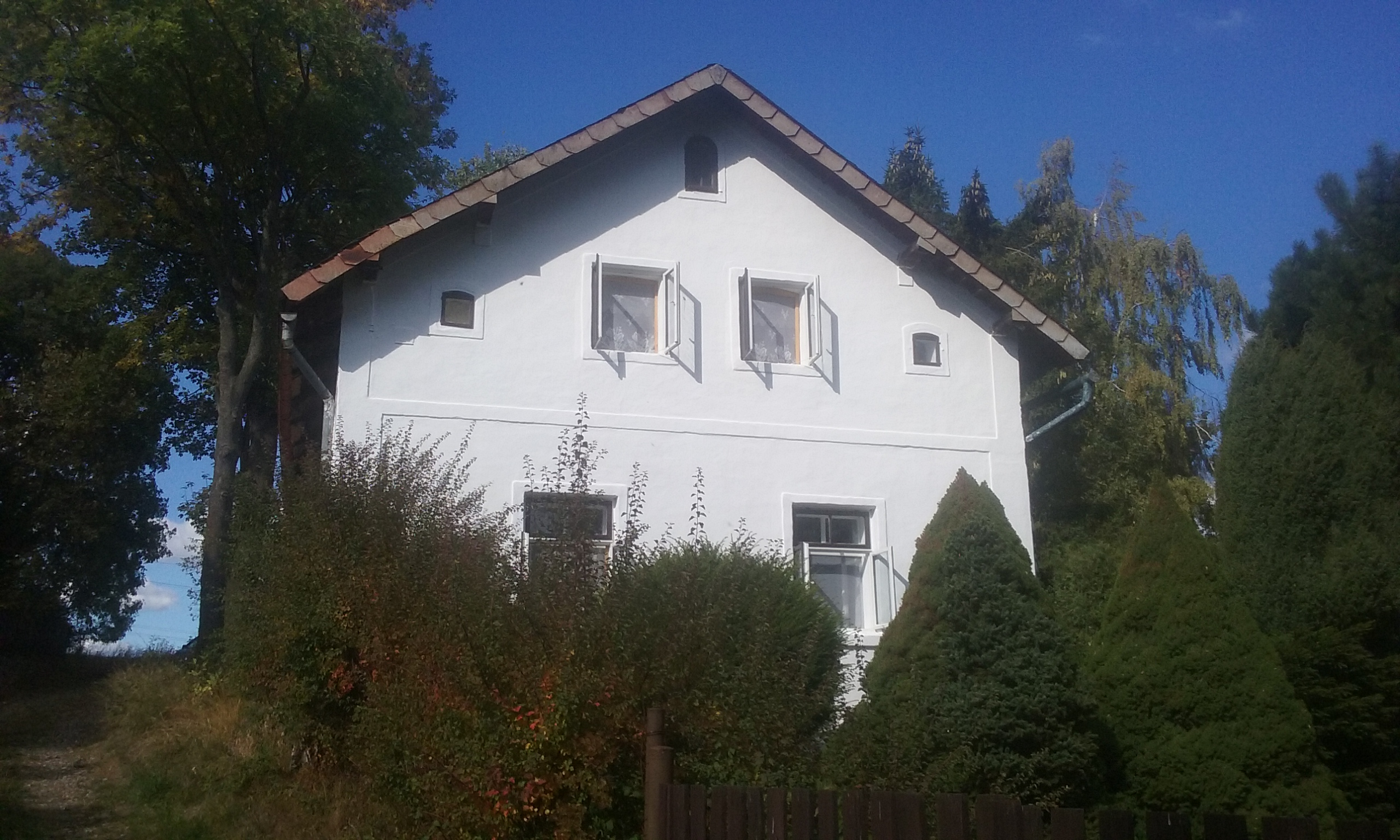
Dům